# Nikola Karčev
Nikola Karčev (in macedone Никола Карчев?; Skopje, 31 marzo 1981) è un ex calciatore macedone, di ruolo difensore.

## Palmarès

### Club

#### Competizioni nazionali
- Campionato macedone: 2

Rabotnički: 2004-2005, 2005-2006
- Coppa di Macedonia: 2

Pelister: 2000-2001
Teteks: 2012-2013
- Campionato birmano: 1

Yangon United: 2012